# (1394) Algoa
(1394) Algoa es un asteroide que forma parte del cinturón de asteroides y fue descubierto por Cyril V. Jackson el 12 de junio de 1936 desde el observatorio Union de Johannesburgo, República Sudaficana.

## Designación y nombre
Algoa fue designado inicialmente como 1936 LK.
Más adelante se nombró por la bahía de Algoa en la costa de la República Sudafricana.

## Características orbitales
Algoa orbita a una distancia media del Sol de 2,44 ua, pudiendo acercarse hasta 2,255 ua y alejarse hasta 2,626 ua. Tiene una excentricidad de 0,07604 y una inclinación orbital de 2,672°. Emplea en completar una órbita alrededor del Sol 1392 días.